# Jošiteru Jamašita
Jošiteru Jamašita (japonsko 山下 芳輝), japonski nogometaš, * 21. november 1977.
Za japonsko reprezentanco je odigral tri uradne tekme.